# Cậu bé ma (phim 2016)
Cậu bé ma (tên tiếng Anh: The Boy) là một bộ phim tâm lý - kinh dị Mỹ, phát hành năm 2016. Phim do William Brent Bell đạo diễn và kịch bản viết bởi Stacey Menear, với các diễn viên chính Lauren Cohan và Rupert Evans. Phim bắt đầu bấm máy vào ngày 10 tháng 03 năm 2015, ở Victoria, British Columbia. Phim đã được phát hành bởi STX Entertainment vào ngày 22 tháng 01, 2016.

## Nội dung
Greta Evans, một cô gái trẻ người Mỹ ở Montana, được cặp vợ chồng già Heelshire thuê làm người trông trẻ. Đến thị trấn nhỏ ở Anh Quốc, cặp vợ chồng già cho Greta xem con búp bê bằng sứ tên Brahms và dặn cô chăm sóc nó. Qua ngày hôm sau, vợ chồng Heelshire bảo Greta chăm lo cho Brahms và ngôi nhà, đưa cho cô danh sách luật lệ phải làm theo, rồi họ đi ra ngoài.
Ban đầu Greta lờ đi những luật lệ và con búp bê. Cô gọi điện cho người chị gái Sandy, người nói với cô rằng bạn trai cũ của cô đang cố gắng tìm cô. Malcolm, một anh chàng giao hàng tạp hóa cho ngôi nhà, đã gặp gỡ Greta. Greta biết được rằng cậu bé Brahms thật đã chết trong vụ hỏa hoạn 20 năm trước, vào ngày sinh nhật lần thứ 8 của cậu.
Greta chấp nhận lời đề nghị của Malcolm dẫn cô đi tham quan thị trấn, sẵn sàng cho cuộc hẹn hò. Tuy nhiên, chiếc váy của cô biến mất, cô bị những tiếng động lạ dụ lên tầng áp mái và bị nhốt trên đó. Cô được thả ra vào sáng hôm sau. Cô kể mọi chuyện cho Malcolm nghe, và họ thảo luận về Brahms.
Những chuyện lạ bắt đầu xảy ra. Greta nhận được cuộc gọi với giọng nói kêu cô hãy tuân thủ luật lệ, cô sợ hãi nhốt mình trong phòng. Sau đó cô thấy cái bánh sandwich nằm ngay ngoài cửa phòng. Ở một nơi nào đó, vợ chồng Heelshire đã viết lá thư vĩnh biệt Brahms, rồi họ xuống sông tự tử.
Tin rằng linh hồn Brahms đang sống bên trong con búp bê, Greta bắt đầu làm theo luật lệ một cách nghiêm túc. Sau khi Greta khẳng định con búp bê biết di chuyển, Malcolm cảm thấy lo lắng. Anh kể rằng cậu bé Brahms thật là bạn của một bé gái cùng tuổi. Một ngày, cô bé được tìm thấy trong rừng với hộp sọ bị đập nát. Trước khi cảnh sát có thể hỏi Brahms thì cậu bé đã chết trong ngôi nhà bị thiêu rụi. Malcolm cảnh báo Greta đừng ở lại ngôi nhà này, nhưng Greta muốn chăm sóc cho Brahms.
Một buổi chiều, Cole - bạn trai cũ của Greta đến nơi và có ý định đưa cô về nhà. Malcolm đến giao hàng sớm hơn và quyết định ở lại bên ngoài theo dõi tình hình. Nửa đêm Cole thức dậy nhìn thấy dòng chữ được viết bằng máu có ý đuổi anh đi. Nghĩ rằng Greta và Malcolm đã viết dòng chữ đó, Cole tức giận giật con búp bê trên tay Greta và đập vỡ nó.
Cole nghe tiếng động phía sau cái gương và kiểm tra thử. Cái gương nổ tung và đấm Cole ngã xuống sàn. Một gã đàn ông cao lớn đeo mặt nạ chui ra khỏi bức tường, đó chính là Brahms, người còn sống sau vụ hỏa hoạn năm xưa và đang sống bên trong bức tường của ngôi nhà. Brahms giết chết Cole, rồi đuổi theo Malcolm và Greta.
Malcolm và Greta phát hiện căn phòng của Brahms trong khi tìm lối thoát. Greta thấy chiếc váy bị mất của cô ở trên giường của Brahms. Cô còn thấy lá thư của vợ chồng Heelshire nói rằng họ để cô lại cho Brahms. Brahms đánh Malcolm ngất xỉu, hắn đe dọa sẽ giết anh nếu Greta bỏ chạy.
Greta bỏ chạy nhưng sau đó quay lại để cứu Malcolm. Cô cầm cái tua vít, rồi bắt buộc Brahms phải đi ngủ. Lúc Brahms cố gắng hôn cô, Greta đâm hắn một nhát. Brahms cố gắng bóp cổ Greta, cô liền đâm hắn mấy nhát nữa khiến hắn gục xuống. Greta đưa Malcolm lên xe và cả hai rời khỏi ngôi nhà.

## Phân vai
- Lauren Cohan[4] trong vai Greta Evans
- Rupert Evans[5] trong vai Malcolm
- Jim Norton[5] trong vai ông Heelshire
- Diana Hardcastle[5] trong vai bà Heelshire
- Ben Robson[5] trong vai Cole
- James Russell[5] trong vai Brahms Heelshire người lớn
- Jett Klyne trong vai Brahms Heelshire lúc nhỏ
- Lily Pater trong vai Emily Cribbs
- Stephanie Lemelin trong vai Sandy (giọng nói)